# ケントゥリア民会
ケントゥリア民会（ラテン語: Comitia Centuriata）は、古代ローマにおける民会の一つ。兵員会とも訳される。軍事的な単位であったケントゥリアを社会制度としても転用させ、民意を計る民会としての機能を持たせた。

## 概要
伝承上では王政ローマの時代において、第6代のセルウィウス・トゥッリウス王がローマ軍を構成する全市民を財産に応じて6つのクラシス (階級)に分けた。そしてさらにその階級ごとを細かく区分して合計で193の「ケントゥリア」に分けたことが起源とされる。ただし、実際には紀元前5世紀ころに設けられたのではないかと推測されている。
- 騎兵 - 18ケントゥリア
- 第一クラシス - 資産10万アス以上、老年 (47歳以上) 40ケントゥリア。青年 (17～47歳) 40ケントゥリア
- 第二クラシス - 資産7万5千～10万アス、20ケントゥリア
- 第三クラシス - 資産5万～7万5千アス、20ケントゥリア
- 第四クラシス - 資産2万5千～5万アス、20ケントゥリア
- 第五クラシス - 資産1万1千～2万5千アス、30プラス3ケントゥリア
- それ以下 (兵役免除) - 1ケントゥリア[2] - 俗称、第6身分、プロレタリー（スペイン語版、ノルウェー語版）（prōlētārii、単数形prōlētārius）[3]

各ケントゥリアを単位として投票が行われ、執政官、法務官、重要な裁判、戦争など市政の重要事項が討議された。このように、軍事組織と市政運営が結びついていたことからも、ローマ市民の形成した共同体が、戦争を通じた重装歩兵共同体としての性格を有していたことがうかがえる。ひとつのケントゥリアは、その「百」という意味にもかかわらず、絶対に100人の定員でなければいけないわけではなく、むしろ財産に応じて分けられた6つの階級の区別が優先され、そこからそれぞれのケントゥリアへと均等に振り分けられた。
またもともとこの民会の成り立ちが軍事組織であったために、軍隊がポメリウムと呼ばれるローマ城壁内に入ることを古来禁じられていたローマでは市内でケントゥリア民会を開くことは禁止されており、その代わりにローマ市外のカンプス・マルティウス（マルス神の地）と呼ばれる場所で開かれていた。しかしながら時代が変わってローマの居住範囲が広がってカンプス・マルティウスが実質的にローマ市内になってもここで開催された。
投票権は市民各自にあったわけではなく、ひとつのケントゥリアにひとつの投票権があった。その投票する意思は各ケントゥリアに任され、ゆえに階級で分けられたケントゥリアはその階級の大多数の意見が反映された。しかしながら193のうちの98が貴族などの富裕層によって成り立っていたので、貧しい階級の意見が民会で反映されることはほとんどなかった。
共和政後期になると、ケントゥリア民会は、かつてのような法案作成組織としての機能はほとんど果たさず、野心ある者がクルスス・ホノルムと呼ばれる昇進のため公職投票を行う機関程度に過ぎなくなった。

## 語源
英語の委員会(committee)はこの民会(comitia)が由来とされることでも有名である。